# 最終休止符 -無止境的螺旋物語-
《最終休止符 -無止境的螺旋物語-》是乐元素開發的手機遊戲，2016年5月公開。
電視動畫於2018年4月12日開始播出。

## 登場角色
海爾（聲：花江夏樹）
一名Period的見習少年，來自人類王國，非常認真又比誰都溫柔體貼。為了重建財政破產的第八分部，與莉莎、凱傑爾一起努力達成每天的任務。
巧克（聲：田村由香里）
是海爾的青梅竹馬，常與海爾一起行動。特徵是難以捉摸的、不可思議的個性，以及偶爾會出現的犀利發言。
莉莎（聲：菊地美香）
血色王國出身的大小姐，個性強悍又擅於謀略，強力領導著海爾與凱傑爾往前走。
凱傑爾（聲：村瀨步）
一位來自動物王國的獸人少年。他的行動力與對薩菲伊雅小姐的愛，不會輸給第八分部的任何人。
艾莉卡（聲：加隈亞衣）
第八分部的年輕分部長。曾經因為她太過強大，而被稱為「朱鬼」，是一位令人懼怕的超強Period。
坎帕妮拉（聲：市道真央）
第八分部自由奔放的大姊姊，個性樂觀，開朗又愉快地協助海爾他們。
妙（聲：上田麗奈）
海爾第一個收為夥伴的「Art(藝術)」，在巧克的眼中就只是緊急備用糧食。
吉雷德（聲：金城大和）
隷屬於總部的上級Period，像海爾的老大哥一樣，極為不擅長和同樣隷屬於總部的諾茵相處。
諾茵（聲：上田麗奈）
吉雷德帶來的女孩子，個性和她的年紀一樣天真爛漫，但是，她其實非常有天分，總部非常寶貝她。
伊歐娜（聲：茅野愛衣）
一位活力滿滿的女孩子，擁有不可思議的力量，可以為人召喚幫手,是露露娜的姊姊
蜜撒兒（聲：原田彩楓）
海爾他們的敵人，三賢者的其中一人，代表非禮勿視。一次又一次地跑來阻礙海爾他們完成任務，擅長格鬥。
奇卡撒兒（聲：鬼頭明里）
海爾他們的敵人，三賢者的其中一人，代表非禮勿聽。一次又一次地跑來阻礙海爾他們完成任務，擅長用聲波攻擊。
伊娃撒兒（聲：真野步）
海爾他們的敵人，三賢者的其中一人，代表非禮勿言。一次又一次地跑來阻礙海爾他們完成任務，擅長用格林機槍攻擊。
古魯（聲：井澤詩織）
一隻猴子，就像是三賢者的吉祥物一樣。
露露娜（聲：田邊留依）
是伊歐娜的妹妹,有著和伊歐娜一樣不可思議的力量，可以為人召喚幫手的女孩子。平常都和三賢者一起行動。
尼祿（聲：逢坂良太）
來自動物王國，傳說中的獸人尼祿。
美樂蒂亞（聲：佐倉綾音）
來自常夜之國"地獄王國"。
米莫莎（聲：尾崎真実）
凱傑爾的妹妹。
尤米爾（聲：内田秀）
在動物王國是非常有人氣的導遊。
精霊王（聲：興津和幸）
動物王國的最高上位者。
菲歐拉（聲：本渡楓）
人類王國的年輕國王。
歐拉克爾（聲：楠木友利）
來自天空王國，無所不知的預言者。

## 電視動畫

### 故事簡介
所謂的「Period(休止符)」指的是一群人，他們打倒從絕望而生的妖異怪物「螺旋」。隷屬於「Arc End(終結圓弧)」第八分部的見習「Period」海爾，也為了斬斷絕望的輪迴，投身於無止盡的戰鬥當中……。
原本應該是這樣，但是……！！
第八分部卻因為神祕的竊盜案導致財政破產，總部也棄之不顧，剩下的「Period」竟然只有海爾他們三個人。
他們為了重建分部，投身於「無止盡的地下業務」。

### 主題曲
片頭曲
填詞、作曲：no_my，編曲：平田祥一郎，主唱：海爾（花江夏樹）×巧克（田村由香里）
第12話亦做為片尾曲使用。
片尾曲（第1話－第11話）
填詞：藤林聖子，作曲・編曲：大久保薫，主唱：三賢者（原田彩楓、鬼頭明里、真野步）

### 各話列表
| 話數   | 日文標題 | 中文標題       | 劇本           | 分鏡                       | 演出                              | 作畫監督 |
| ------ | -------- | -------------- | -------------- | -------------------------- | --------------------------------- | --- |
| 第1話  |          | 結束的通知     | 白根秀樹       | 岩崎良明                   | 岩崎良明                          | 冷水由紀繪、上田峰子 佐野遙、松元美季                                                                       |
| 第2話  |          | 溫泉改         | 白根秀樹       | 小林孝志                   | 森義博                            | 山内則康、猿渡聖加、茂木真一                                                                                |
| 第3話  |          | 那一天的暮蟬   |                | 岩崎良明 小林孝志          | 藏本穗高                          | 木本茂樹、坂本哲也、熊谷勝弘                                                                                |
| 第4話  |          | Z幣大富翁      | 杉原研二       | 倉川英揚                   | 野上良之                          | 伊東葉子、佐野遙 藤部生馬、坂本哲也                                                                         |
| 第5話  |          | 無底坑的名字。 | 白根秀樹       | 檜川信夫                   | 工藤利春                          | 木本茂樹、中西愛 冷水由紀絵                                                                                 |
| 第6話  |          | 假面的告白     | 杉原研二       | 橋本敏一                   | 橋本敏一                          | 坂本哲也、伊東葉子 熊谷勝弘、上田みねこ 藤部生馬、佐野はるか                                                |
| 第7話  |          | 動物王國       | 、白根秀樹     | 檜川信夫                   | 森義博                            | 山内則康、梶浦紳一郎 茂木眞一、猿渡聖加                                                                     |
| 第8話  |          | 泳裝貝         | 水上清資       | 廣尾進                     | 野上良之                          | 伊東葉子、森七奈 佐野はるか                                                                                 |
| 第9話  |          | 膨脹的銀河     | 白根秀樹       | 檜川信夫                   | 藏本穗高                          | 冷水由紀絵、中西愛 坂本哲也、上田峰子                                                                       |
| 第10話 |          | 哈皮艾雷怪     | Happy Elements | 橋本敏一                   | 橋本敏一                          | 伊東葉子、佐野はるか 森七奈、古木舞 藤部生馬、玩拓                                                          |
| 第11話 |          | 架空的故事     | 白根秀樹       | 二瓶勇一 小林孝志          | 野上良之                          | 冷水由紀絵、佐野はるか 坂本哲也、上田みねこ 中西愛、中田久美子 玩拓                                         |
| 第12話 |          | Last Period    | 白根秀樹       | 檜川信夫 橋本敏一 岩崎良明 | 岩崎良明 橋本敏一 工藤利春 尾鉄大 | 高橋みか、伊東葉子 佐野はるか、芝田千紗 坂本哲也、中田久美子 森七奈、冷水由紀絵 藤部生馬、中西愛 上田みねこ |

### 藍光版
| 卷數 | 發賣日期      | 收錄話數      | 規格編號  |
| ---- | ------------- | ------------- | --------- |
| 1    | 2018年6月27日 | 第1話－第4話  | GNXA-2141 |
| 2    | 2018年7月27日 | 第5話－第8話  | GNXA-2142 |
| 3    | 2018年8月29日 | 第9話－第12話 | GNXA-2143 |

## 外部連結
- （日語）最終休止符 -無止境的螺旋物語- （页面存档备份，存于）
- （日語）電視動畫「最終休止符」官方網站 （页面存档备份，存于）
- （日語）最終休止符官方的X（前Twitter）
- （日語）聲優情報 （页面存档备份，存于）